# W.F.O.
W.F.O. ("Wide Fuckin' Open") è il settimo album della thrash metal band Overkill, pubblicato nel settembre 1994 dalla Atlantic Records.

## Tracce
1. Where It Hurts – 5:33
2. Fast Junkie – 4:21
3. The Wait/New High in Lows – 5:46
4. They Eat Their Young – 4:57
5. What's Your Problem? – 5:10
6. Under One – 4:14
7. Supersonic Hate – 4:17
8. R.I.P. (Undone) – 1:43
9. Up to Zero – 4:07
10. Bastard Nation – 5:38
11. Gasoline Dream – 6:49

## Tracce nascoste
- le tracce dalla #12 alla #95 sono silenziose per 3 secondi.
- 96 (blank) –  2:56
- 97 (blank) – 9:00
- 98 "Heaven And Hell" e "The Ripper" – 4:55
- 99 (blank) – 0:04

## Formazione
- Bobby Ellsworth – voce
- D.D. Verni – basso
- Merrit Gant – chitarra
- Rob Cannavino – chitarra
- Tim Mallare – batteria